# Croton debilis
Espèce
Croton debilis est une espèce de plantes à fleurs du genre Croton et de la famille des Euphorbiaceae peut-être présente au Brésil.
Il a pour synonyme :
- Oxydectes debilis, (Müll.Arg.) Kuntze